# 星のラブレター
『星のラブレター』（ほしのラブレター）は、日本の音楽グループTHE BOOMの楽曲。
1枚目のオリジナル・アルバム『A PEACETIME BOOM』（1989年）収録、同年9月21日にシングルカット。
THE BOOMが出演した赤い羽根共同募金のCMソングにもなった。
2014年には新たに「デビュー25周年記念シングル」が発売された。

## オリジナル・シングル
シングル「星のラブレター」は、1989年9月21日に2枚目のシングルとして発売された。
カップリング曲「なし」は、2枚目のオリジナル・アルバム『サイレンのおひさま』からの先行収録。
甲府市の「朝日通り」が歌詞に登場する。

### オリジナル・シングル収録曲
全曲作詞・作曲：宮沢和史
1. 星のラブレター
2. なし

## デビュー25周年記念シングル
「星のラブレター (デビュー25周年記念シングル)」は、2014年5月21日、35枚目のシングルとして発売された。
デビュー25周年を記念して新たにレコーディングされたもの。
カップリングに「風になりたい」ライブ・ヴァージョンを収録している。
初回限定の特典として、メンバー4人が写り「僕たちは日本一幸せなロックバンドでした。」と書かれた別のジャケットが付いた。
ミュージック・ビデオには、多部未華子が出演している。
THE BOOM最後のシングルとなった。

### デビュー25周年記念シングル収録曲
共に作詞・作曲：宮沢和史
1. 星のラブレター
2. 風になりたい 〜2013ライブ・ヴァージョン〜
3. 星のラブレター（カラオケ）

## カバー
- Bank Band（2006年12月、ライブDVD『ap bank fes '06』に収録）
- Soma（2007年7月、アルバム『Essence of life "smile"』に収録）
- CHARA（2008年1月、シングル「TROPHY」に収録）
- つるの剛士（2015年、アルバム『つるのうた3』に収録）